# The Offspring
A The Offspring egy punk együttes Los Angelesből. Világszerte 34 millió albumot adtak el.
Ismertek egész európában. 

## Történet
1984-ben Orange Countyban (Kalifornia) négy fiatal srác alapított egy zenekart, melyből később a The Offspring lett. Bryan 'Dexter' Holland és Greg Kriesel egy futóversenyen találkozott a Pacifica Gimnáziumban. Bryan a tájfutó csapat tagja volt, mellesleg osztályelső, emiatt kapta a 'Dexter' becenevet. Ebben az időben kapott a bátyjától egy 'Rodney'-albumot, ezzel megismerte a punkzenét. Nem sokkal ezután megalapították Greggel a 'Manic Subsidal'-t, melyben kettőjükön kívül még két másik tájfutó társuk volt. Az apró probléma csak az volt, hogy 1984-ben nem hogy nem volt hangszerük, de fogalmuk se volt róla, miképp is kellene egyáltalán játszani rajtuk. Ahogy Greg mondta: "Bryannel együtt tanultunk gitározni, és Bryan még csak nem is akkordokat játszott, hanem mindig csak egy húrt pengetett, én meg próbáltam utánacsinálni. De a nyárra már tudtunk számokat játszani… Eltartott egy darabig."
Gregék házában aztán elkezdtek "koncerteket" adni, ahol mindig olyan 20-an voltak jelen. Dexter sok számot írt, az egyiket (Very Sarcastic) fel is vették CD-re egy olcsó stúdióban. Pár hónappal később a másik gitáros kilépett, és a helyére bevették Kevin Wassermant (Noodles). Ő is a Pacificába járt régebben, akkoriban épp az iskola gondnoka volt. (Mellesleg direkt jól jött sörvásárlásnál, mivel akkor még csak ő volt 21 évnél idősebb.) Nem sokkal később a városba költözött az akkor 16 éves Ron Welty. Dexternek a féltestvére mutatta be. "Anyám túlvan pár váláson – mondta Ron –, mindig újraházasodik, elköltözünk, aztán elválik, és megint költözünk." Ron valósággal beerőszakolta magát a zenekarba az előző dobos helyére, aki elment orvosira, és emiatt kevés ideje maradt a fellépésekre. A zenekar életében ezután sem történt sok előrelépés, még mindig Gregék felső szintjén léptek fel a hétvégeken, azonban most már 'The Offspring' néven.
1987-ben csináltak egy demót, de arra már nem volt pénzük, hogy a 25 cent/CD pluszdíjat kifizessék arra, hogy a borítót is ráragasszák, így hát vettek ragasztót, meg egy karton sört, és áthívtak pár srácot "bulizni". (Mondani sem kell, a srácok megitták a sört, és leléptek.) "A ragasztás nem sikerült túl tartósra, ráadásul tartott vagy 2 és fél évünkbe, míg mind az 1000-et eladtuk" – mondja Dexter. 2 évvel (1989) és jópár visszautasítással később szerződést írtak alá a Nemesis-szel. Kiadtak még egy demót ('Baghdad'), majd első albumukat ('The Offspring').
Egy évvel később a Nemesis csődbe ment, majd hosszas keresgélés után sikerült aláírniuk az Epitaph-hoz, ahol 1992-ben kiadták második albumukat ('Ignition'). Az album 12 pörgős punkszámot tartalmazott. 1994-ben aztán megjelent a harmadik album 'Smash' címmel. A világ ekkor ismerte meg őket, köszönhetően olyan számoknak, mint a 'Come Out And Play' (mely benne volt az 'Öt legjobb, még soha nem hallott szám'-ban) és a 'Self Esteem' (mely vezette a toplistákat). Az album 11 millió példányban kelt el világszerte.
A 'Smash' sikerének köszönhetően az 'Ignition'-ből is többet sikerült eladni, majd 1995-ben a 'The Offspring'-et is kiadták újra saját, 'Nitro Records' nevű kiadójuk által. 1996-ban, miután összevesztek az Epitaph-fal (el akarták adni a céget, de mivel annak bevétele kb. 90%-át a 'The Offspring' hozta, ez olyan lett volna, mintha őket adnák el, ami érthetően nem tetszett a srácoknak), aláírtak a Columbiához. A következő évben ki is adták újabb, negyedik lemezüket 'Ixnay On The Hombre' címmel. Az album nem volt olyan sikeres, mint elődje, noha olyan nagyszerű számok voltak rajta, mint pl: 'All I Want' vagy a 'Gone Away', mely nagyon sokaknak máig az egyik kedvenc 'The Offspring'-száma.
Rá egy évvel később (1998) került a boltokba az ötödik albuma 'Americana' címmel. Ez hasonló sikereket ért el, mint a 'Smash', az olyan rádióbarát számoknak köszönhetően, mint a 'Pretty Fly (For A White Guy)' vagy a 'Why Don't You Get A Job'. Sokan azt mondták, hogy ekkor született újjá a 'The Offspring'.
2000-ben jelent meg a 'Conspiracy of One'. Első kislemezes dalukat ('Original Prankster') a honlapjukra is feltették, sőt az egyik szerencsés, aki letöltötte, nyert 1 millió dollárt is. Mindezt azért, hogy ezzel a Napstert támogassák.
2002-ben készítettek egy számot az 'Orange County' (Narancsvidék) című filmhez 'Defy You' címmel.
2003-ban Ron Welty váratlanul bejelentette, hogy kilép a zenekarból. Szomorú és megrendítő hír volt ez mindenkinek. Páran el is kezdték hangoztatni, hogy a 'The Offspring' feloszlik. Ez persze nem így történt. Felkérték a szabadúszó John Freese-t, hogy doboljon az új albumon, majd nem sokkal később bevették Atom Willardot.
2003 decemberében meg is jelent az új album 'Splinter' címmel, melyekről ez idáig 2 kislemez jelent meg ('Hit That', '(Can't Get) My Head Around You'). Az albumnak egyébként 'Chinese Democracy' lett volna a neve, mely a Guns N’ Roses sok éve várt (2008 novemberében már valóban megjelent) új albumának is a címe lenne. "Axl lenyúlta a sérómat, én lenyúlom a lemezének a címét" – kommentálta a döntést Dexter. A lemez címét később 2 okból kifolyólag változtatták meg: 1. szerintük a név meg van átkozva, mert nem haladtak semmit a munkálatokkal; 2. az egyszavas albumnevekkel eddig sokkal több pénzt kerestek.
2006 novemberében érkeztek hírek arról, hogy a The Offspring stúdióba vonult, hogy rögzítsék nyolcadik stúdiólemezüket, melynek a címe "Rise and Fall, Rage and Grace". A lemez producere Bob Rock volt, és végül 2008. június 17-én jelent meg. Az anyag első kislemeze a "Hammerhead" volt, mely még előző évben kijött, ezt követte a "You're Gonna Go Far Kid", melynek Chris Hopewell rendező nevével fémjelzett videója október 17-én, pénteken jelent meg a zenekar Myspace oldalán.
A kanadai X92.9 rock rádióban Greg Beharrel beszélgetett nemrég Noodles-szel, az Offspring gitárosával, aki elmondta, hogy Dexter Holland énekes jelenleg Hawaiin dolgozik Bob Rock producerrel (aki az előző, “Rise and Fall, Rage and Grace” producere volt), és végignézik azokat a dalokat, amik nem kerültek rá az imént említett lemezre, majd utána nekiállnak új dalokat írni. Noodles még beszélt annak a lehetőségéről is, hogy megjelentetnek egy kiadatlan és B oldalas dalokból összeállított válogatást is.
2007-ben a Saves the Day (Face to face) dobosára, Pete Paradára cserélték Atom Willardot.
2008 júniusában megjelent az új lemez Rise and Fall, Rage and Grace címmel. A rajongók tetszését elnyerte az új korong, de a kritikusok elég vegyesen fogadták. Júliusban a Volt utolsó napján, a nagyszínpadon léptek fel először Magyarországon. Eddig 4 kislemezt adtak ki az albumról (Hammerhead; You're Gonna Go Far, Kid; Kristy Are You Doing Okay?; Half-Truism) és 4 klipet készítettek (Hammerhead; You're Gonna Go Far, Kid; Kristy Are You Doing Okay?; Stuff Is Messed Up).
2009 májusában 2 hónapos turnéra indultak Amerikában, augusztusban felléptek a Szigeten is.

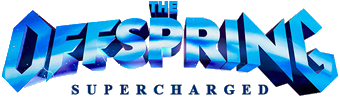
Supercharged goes by a WORLD TOUR!!!

2024 ben pedig megjelent a Supercharged.

## Tagok[3]
- Bryan Keith „Dexter” Holland – ének és gitár
- Kevin „Noodles” Wasserman – gitár
- Pete Parada – dob
- Todd Morse - basszusgitár

A koncerteken Chris Higgins (vokál, ütős hangszerek, szintetizátor, sampler, ritmusgitár) egészíti ki a zenekart .
Korábbi tagok
- Doug Thompson – ének (1984)
- Jim Benton – dob (1984)
- James Lilja – dob (1984–1987)
- Ron Welty – dob (1987–2003)
- Josh Freese – dob a Splinter albumon, de nem hivatalos tag (2003)
- Atom Willard – dob ˙(2003–2007)
- Greg Kriesel – basszusgitár (1984-2019)

## Diszkográfia

### Albumok
- The Offspring (1989)
- Ignition (1992)
- Smash (1994)
- Ixnay on the Hombre (1997)
- Americana (1998)
- Conspiracy of One (2000)
- Splinter (2003)
- Greatest Hits (2005)
- Rise and Fall, Rage and Grace (2008)
- Days Go By (2012)
- Let the bad times roll (2020 - covid alatti időszak)
- Supercharged (2024)

### Kislemezek
- Baghdad (1991)
- Club Me, (1997)

## Videográfia
- Come Out and Play ( Keep 'em Separated ) (1994)
- Self Esteem (1994)
- Gotta Get Away (1995)
- All I Want (1997)
- The Meaning of Life (1997)
- I Choose (1997)
- Gone Away (1997)
- Pretty Fly (For a White guy) (1998)
- She's Got Issues (1999)
- Why Don't You Get a Job? (1999)
- The Kids Aren't Alright (1999)
- Original Prankster (2000)
- Want You Bad (2001)
- Defy You (2001)
- Hit That (2003)
- Da Hui (2003)
- (Can't Get My)Head Around You (2004)
- Can't Repeat (2005)
- Hammerhead (2008)
- You're Gonna Go Far Kid (2008)
- Kristy, Are You Doing Okay? (2009)
- Stuff is Messed Up (2009)
- Days Go By (2012)
- Cruising California (2012)
- Dividing By Zero/Slim Pickens Does The Right Thing And Rides The Bomb To Hell (2014)

### Koncertek
- Americana (1999)
- Huck It (2001)
- Da Hui (2003, DVD egyedüli)

## Külső hivatkozások
- The Offspring (The official web site of the Southern California punk band). (Hozzáférés: 2007. március 5.)
- The Offspring (magyar rajongói oldal). [2007. február 24-i dátummal az eredetiből archiválva]. (Hozzáférés: 2007. március 5.)
- MySpace music. (Hozzáférés: 2007. március 5.)
- Offspring.lap.hu - linkgyűjtemény

Lua-hiba a(z) Modul:Navbox modulban a(z) 15. sorban: table index is nil